# Esquerda Republicana (Espanha)
A Esquerda Republicana (espanhol: Izquierda Republicana) foi um partido republicano de esquerda Espanhol fundado em 1934.

## História
O partido foi fundado em 1934 após a derrota da esquerda nas eleições em 1933, pela fusão da Ação Republicana de Manuel Azaña, parte do Partido Republicano Socialista Radical de Marcelino Domingo e a Organização Republicana Galega Autônoma (ORGA) de Santiago Casares Quiroga. Os seus membros incluíam José Giral, Victoria Kent e Manuel Azaña, que se tornou o líder do partido.
Integrado na Frente Popular para as eleições de 1936, o partido ganhou 87 assentos tornando-se o terceiro maior partido, enquanto Manuel Azaña obteve o cargo de Presidente do Conselho de Ministros. Após o impeachment de Niceto Alcalá-Zamora da presidência em Maio de 1936, Azaña foi eleito presidente, cargo que ocupou até á sua renúncia em Fevereiro de 1939. Foi sucedido como Presidente do Conselho primeiro por Santiago Casares Quiroga e depois por José Giral. Mais tarde, ao lado da União Republicana, o partido foi o principal componente do governo de Largo Caballero em Setembro de 1936, no início da Guerra Civil Espanhola. A IR participou em todos os governos republicanos até o final da guerra civil.
No exílio no México, a IR foi o principal apoio do governo republicano no exílio até que foi dissolvido em 1959 para fundar a Ação Republicana Democrática Espanhola. Um partido que assumiu o nome de Esquerda Republicana foi fundado em 1977 e ainda não alcançou grande sucesso eleitoral.

## Membros notáveis
- Santiago Casares Quiroga
- Marcelino Domingo
- José Giral
- Victoria Kent
- Manuel Azaña